# Rožanský vrch
Rožanský vrch (německy Jockelsberg) je kopec s nadmořskou výškou 414 m nacházející se v Rožanech (část města Šluknov) v Ústeckém kraji. Vrch náleží ke geomorfologickému celku Šluknovská pahorkatina, jeho okrsku Šenovská pahorkatina a podokrsku Hrazenská pahorkatina. Geologické podloží tvoří střednězrnný lužický granodiorit, který je narušen žílami doleritu. Na východním svahu se nachází několik starých lomů, ve kterých byl granodiorit těžen. Půdní pokryv se ve vrcholové části skládá z dystrické kambizemě, kterou na svazích střídá kambizem modální mesobazická a v malé míře také modální eutrofní. Severní úpatí je ohraničeno potokem Dřevíč, jižní Novohraběcím potokem a východní Rožanským potokem. Celý kopec tak náleží k povodí Sprévy a Labe a úmoří Severního moře. Převážná část kopce je zalesněna jehličnatým až smíšeným lesem. Svahy sahají k zástavbě Nového Hraběcí, Rožan a Nové Vsi. Přes Rožanský vrch vede modře značená turistická stezka ve směru do Lipové a Šluknova, zelená ve směru do Šluknova a naučná stezka Šluknov–Rožany.